# Перротте, Сюзанн
Сюзанн Перротте (фр. Suzanne Perrottet; 13 сентября 1889, Роль — 10 августа 1983, Цюрих) — швейцарская танцовщица, хореограф и педагог. Была одним из пионеров свободного танца в Швейцарии.

## Биография
Сюзанн Перротте родилась в 1889 году в Роле (Швейцария). Её родителями были Эмиль Жюль, аптекарь, и Адель Жюли Амели Симон. Она училась игре на скрипке в Женевской консерватории, а также ритмической гимнастике у Эмиля Жака-Далькроза. Впоследствии Сюзанн последовала за Далькрозом в Хеллерау, где он основал собственную школу. Сюзанн Перротте стала одной из преподавательниц школы, а позднее, в 1913 году, по заданию Далькроза отправилась в Вену, чтобы создать там подобное учебное заведение. Там она познакомилась с Рудольфом фон Лабаном, и между ними возник роман. В этот период Сюзанн также много общалась с художниками из Монте Верита.
В 1919 году Сюзанн, или, как её называли, Сюзи переехала в Цюрих, где основала собственную «школу эвритмии». В числе учеников были как дети, так и взрослые, в том числе с умственными и психическими отклонениями. Некоторые выпускники школы впоследствии стали профессиональными танцовщиками, в том числе Макс Терпис, Вера Скоронель, Труди Шооп и др. В Цюрихе Перротте сблизилась с представителями дадаизма — Тристаном Тцара, Хуго Баллем, Рихардом Хюльзенбеком — и принимала участие в их спектаклях. Кроме того, она продолжала совершенствовать собственное искусство и брала уроки классического балета в Мюнхене у Анны Орнелли, а затем поехала в Дрезден, чтобы учиться у Мэри Вигман. В 1939 году Сюзи Перротте стала соосновательницей Швейцарской ассоциации движения и танца.
Перротте интересовалась возможностями человеческого тела, мимики и пластики, и постепенно начала собирать коллекцию изображений, которые вырезала из журналов. На них представлены спортсмены — борцы, лыжники, наездники, пловцы, футболисты — а также обычные люди в момент совершения привычных, повседневных действий. Сюзи Перротте собирала также разнообразные выражения лиц, как спонтанные, так и сыгранные актёрами. За 60 лет она собрала более 10 000 изображений, рассортированных по категориям. После её смерти этот архив сохранился, но был надолго забыт, и лишь в 2014 году вышла книга «Bewegungen / Movements» («Движения»), включившая наиболее яркие изображения из огромной коллекции Перротте. Также посмертно была опубликована книга воспоминаний танцовщицы «Освобождение тела» («„Die Befreiung des Körpers. Erinnerungen“»).
Сюзанн Перротте умерла в 1983 году в Цюрихе.